# Chinees Taipei op de Paralympische Zomerspelen 2016

## Medailleoverzicht
| Sport        | Paralympiër(s) | Onderdeel | Medaille |
| ------------ | -------------- | --------- | -------- |
| Powerlifting | Tzu-Hui Lin    | -79kg     | Brons    |